# 许宝驹

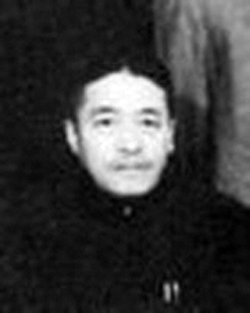
许宝驹

许宝驹（1899年—1960年1月10日），字昂若，浙江杭州府仁和县人，中华民国及中华人民共和国政治人物，中国民主革命同盟、三民主义同志联合会创始人之一，中国国民党革命委员会中央常委。

## 生平

### 早年生涯
1899年，许宝驹生于杭州的一个名门。许宝驹家族在明朝时始定居杭州，清朝时期达到鼎盛，多有中举之人。许宝驹的祖父许祐身曾任清朝苏州府知府。父亲许引之从清朝末年至北洋政府时期一直担任中层官员，曾任清朝两浙盐运使。母亲程时嘉，江西新建县人。许宝驹家中兄弟姐妹共七人。许宝驹与其弟许宝骙、许宝騄人称“杭州许氏三杰”。许宝驹的姐姐许宝驯工书善画，并善于昆曲，是学者俞平伯的妻子。
许宝驹自幼受家庭熏陶，文学功底扎实，《杭州市志》收有其描写梅花的《西湖梅品》一文。许宝驹还受其父影响，自幼喜爱昆曲。
许宝驹早年就读北京大学国文系，获得文学学士学位。在校期间，许宝驹参加“五四运动”，并加入了中国国民党。

### 浙江教育改革
许宝驹上大学之前，在浙江时便曾参与浙江的教育改革。1920年自北京大学毕业后，应浙江省立第一师范学校（今浙江省杭州高级中学的前身）校长姜琦的聘请，出任该校语文教员。该校当年的教员中名人很多，有钱玄同、沈钧儒、鲁迅、许寿裳、李叔同、马叙伦等人。
1920年，马叙伦接任该校校长，适逢该校发生学潮。马叙伦来校之后，推进教学改革，倡导民主办学，推行北京大学教授治校的经验，对学生自治会的权利十分尊重，并筹资修理校舍，使该校的面貌迅速获得改观。但马叙伦的做法遭到势力强大的浙江省教育界保守派的强烈反对。
许宝驹当时已担任浙江省教育厅秘书。他支持马叙伦推行的教育改革，和马叙伦等人形成了浙江省教育界的革新派，与保守派斗争。1922年夏，浙江省教育厅厅长夏敬观辞职，厅长空缺。许宝驹和当时的杭州一中校长、原北京大学教师黄人望等人提议马叙伦继任厅长。他们还专程到北京，获得了蔡元培、李大钊的支持。李大钊直接向北京政府教育部次长推荐，很快获得批准。1922年6月，马叙伦就任浙江省教育厅长。上任后，马叙伦大力推行教育改革，逐渐获得了杭州教育界支持。后来，马叙伦应聘赴北京任北京政府教育次长，许宝驹也离开浙江省赴北京。

### 大革命
1922年起，在苏联和中国共产党的帮助下，孙中山赞同改组中国国民党。1924年1月，孙中山主持的中国国民党第一次全国代表大会在广州召开，许宝驹作为北京特别区代表参加大会。大会通过的《宣言》对三民主义进行了重新解释及肯定，将反对帝国主义、反对封建主义作为中国国民党的目标，确定“联俄、联共、扶助农工”的三大政策。
1926年国民革命军北伐期间，许宝驹任国民革命军第18军党代表，在浙江省对北洋军阀势力进行分化瓦解。1926年10月，中共杭州地委与中国国民党浙江省党部共同掀起了“浙江自治运动”。广州国民政府派许宝驹、马叙伦、黄人望等人来到杭州，通过秘密联系，促请浙江省省长夏超举行起义，接应北伐军。10月16日，夏超宣布浙江独立，并且就任国民革命军第18军军长兼理浙江民政。但孙传芳派出淞沪警备司令宋梅村率部开入浙江，与夏超保安队在嘉兴作战，夏超的军队战败。10月23日，夏超兵败撤回杭州，被宋梅村部俘虏并杀害。夏超、许宝驹等人的家产被全部查抄。同年11月，北伐军歼灭了孙传芳的主力，占领了江西九江、南昌。至此，吴佩孚、孙传芳的势力已基本被消灭。
1927年，随着蒋介石、汪精卫先后反共，许宝驹在政治上陷入消沉。

### 抗日救国
1931年九一八事变爆发后，许宝驹于1932年抵达南京，同阳翰笙、王昆仑、孙晓村等中国国民党内的爱国进步人士交往密切。
当时，四川的刘湘受到蒋介石排挤，刘湘担心自己的地盘被夺走。于是，刘湘主动与王昆仑联系。而王昆仑此时正在为扩大抗日力量而奔走，想拉拢刘湘一道反对蒋介石。为了解刘湘的情况，王昆仑找到了善于出谋划策的许宝驹商议。许宝驹认为应趁此良机亲自赴四川了解情况。当时，中国共产党也想购买一部电台，但因经费紧缺，尚缺少数万元。王昆仑乃在刘湘派驻南京代表的陪同下飞赴四川，同刘湘会晤。王昆仑游说刘湘，并且为中国共产党谋得了6万元。
1936年初，南京文化界救国会、南京妇女救国会推动中国农村经济研究会、中华自然科学社、南京妇女促进会等8个团体出面举办“冬令讲习会”，邀集各界名人进行学术讲演，宣传救国。主讲人大多是文化界的进步人士，许宝驹、章乃器、千家驹等人都应邀讲演。
1936年11月中旬，绥远抗战爆发，许宝驹、王昆仑、孙晓村等人推动南京国民政府的中高层人士发起了“援绥运动”。11月21日，许宝驹、王昆仑、张西曼等人在南京中央饭店召开援绥抗日大会，大会推举中国国民党元老张继任主席并发表讲话，众多国民政府的立法委员、监察委员均参加了大会。大会成立“首都各界援绥抗敌后援会”，通过支援绥远的电文，并且在大会结束后举办了募捐。此后，该组织的办公地点设在许宝驹家。但是蒋介石命令该组织解散，并且逮捕了孙晓村、曹孟君等人。而许宝驹仍不顾危险，坚持工作。

### 抗日战争期间
1937年抗日战争爆发以后，重庆成为战时中华民国的陪都，各种政治力量在此汇集。
1941年皖南事变后，中共中央南方局决定留在重庆同中国国民党中央保持联系。周恩来提议组建一个秘密政治工作团体，配合中共中央南方局的工作。后来，经王昆仑、王炳南、许宝驹、屈武等人筹备，1941年夏，“中国民主革命同盟”（后来被称为“小民革”）在重庆秘密成立。该组织成员有民主人士、中国国民党左派、国民政府内的高级幕僚，也有中国共产党党员。参加“中国民主革命同盟”成立会的有王昆仑、许宝驹、王炳南、邓初民、阳翰笙、屈武、高崇民、刘仲容、赖亚力、侯外庐、闵刚侯、阎宝航、吴茂荪、曹孟君、谭惕吾等人。主要负责人是王昆仑、许宝驹。王炳南则以公开的中国共产党党员身份负责联系。该组织在抗日战争期间，为争取中国国民党的高层人士起到了重要作用。1945年8月，毛泽东在重庆谈判期间，多次约见许宝驹、王昆仑、屈武等人，并且在红岩村和他们进行了一次彻夜长谈。
1943年2月，经中共中央南方局支持，中国国民党内的民主派人士谭平山、王昆仑、陈铭枢、杨杰、郭春涛、朱蕴山等人在重庆发起“民主同志座谈会”，通过座谈时事联系一批中国国民党高层人士。1943年8月，在民主同志座谈会的基础上，许宝驹等10人组成了筹备小组，以筹建组织。不久，召开了小组会议，将组织名称定为“中国国民党民主同志联合会”，并以该名义开展活动。后来又经过多次商讨，最终定名为“三民主义同志联合会”（简称“民联”），成为中国国民党民主派的早期组织之一。

### 第二次国共内战期间
1945年国共双方经过重庆谈判签订《双十协定》后，重庆的中国国民党民主派人士认为应当正式成立民主派组织。1945年10月28日，许宝驹等人在重庆上清寺特园召开了三民主义同志联合会第一次全体会员大会，宣布三民主义同志联合会正式成立。大会通过了政治主张、大会决议案、组织总章等等，宣布接受三民主义，继承中国国民党第一次全国代表大会的精神，并且推举许宝驹等17人组成了中央临时干事会。三民主义同志联合会成立之后，积极反对内战，争取和平民主。1947年底，三民主义同志联合会、中国国民党民主促进会以及其他中国国民党民主派人士的代表，在香港举行了中国国民党民主派第一次代表会议，决定联合组建中国国民党革命委员会，同时继续保持三民主义同志联合会的组织活动。
1948年，许宝驹赴香港，在香港参加了中国国民党革命委员会的活动。
1948年4月30日，中共中央发出了“召开政治协商会议，讨论并实现召集人民代表大会，成立民主联合政府”的号召，在香港的中国各民主党派联合致电毛泽东，响应中共中央的号召。5月5日，谭平山作为三民主义同志联合会的代表，同其他民主党派的领导及无党派民主人士，联名致电中共中央主席毛泽东，响应中共“五一”号召，拥护召开新政治协商会议。毛泽东复电向各民主党派的热忱表示钦佩，敦请各民主党派领导人及无党派民主人士尽早赴解放区，共筹新政治协商会议。旅居香港的众多民主党派及无党派人士由此开始分批赴解放区。
经周恩来安排，许宝驹等民主人士到达解放区。1949年1月22日，许宝驹与到达解放区的民主人士李济深等55人一起发表了对时局的意见，表示“在人民解放战争进行中，愿在中共领导下，献其绵薄，共策进行，以期中国人民民主革命之迅速成功，独立、自由、和平、幸福的新中国之早日实现”，并称“我们今天要明白表示我们的信念。我们认为，革命必须贯彻到底，革命与反革命之间绝无妥协与调和之可能。……因此，我们对蒋美所策动的虚伪的和平攻势必须加以毫不容情的摧毁。”
1949年9月17日，中国民主革命同盟鉴于人民民主革命已基本获得胜利，该同盟的历史任务完成，许宝驹等7名该同盟的主要领导遂代表该同盟在新政治协商会议筹备会第二次全体会议上发表了《中国民主革命同盟结束声明》，公开宣布该同盟结束。此后，该同盟的许多成员成了中国国民党革命委员会及其他民主党派的干部。
1949年11月12日至16日，中国国民党民主派第二次代表会议在北京召开。会议决定将中国国民党革命委员会、三民主义同志联合会、中国国民党民主促进会和中国国民党的其他爱国民主分子统一成中国国民党革命委员会，三民主义同志联合会由此宣告结束。在此次会议上，许宝驹当选为中国国民党革命委员会中央常委。

### 建立人民共和国
1949年6月16日，许宝驹以三民主义同志联合会中央常委的身份参加了新政治协商会议筹备会，被安排在负责共同纲领起草工作的第三小组。第三小组由周恩来任组长，北京大学教授许德珩任副组长，宦乡任秘书，组员有章伯钧、廖承志、邓颖超、周建人、罗隆基等共23人。
1949年9月29日，中国人民政治协商会议第一届全体会议一致通过了《中国人民政治协商会议共同纲领》。10月1日，中华人民共和国中央人民政府主席毛泽东发布公告，宣布中央人民政府“接受中国人民政治协商会议共同纲领为本政府的施政方针”。
中华人民共和国成立后，许宝驹被任命为政务院第一批参事。此后，许宝驹历任第二届全国人大代表、全国人大法案委员会委员。
1950年7月10日，“中国人民反对美国侵略台湾朝鲜运动委员会”在北京成立。8月5日，民革中央常委会第27次会议决定，许宝驹参加该委员会。10月26日，“中国保卫世界和平大会”在北京的委员与“中国人民反对美国侵略台湾朝鲜运动委员会”的各人民团体代表及各民主党派代表，在北京召开联席会议，决定两会合并改组为“中国人民保卫世界和平反对美国侵略委员会”，统一领导抗美援朝运动。1951年3月中旬起，该会简称为“中国人民抗美援朝总会”，由各民主党派、各人民团体、各界代表人士158人组成，郭沫若任主席，许宝驹任常委、组织部部长。
中华人民共和国成立后，许宝驹曾任民革中央常委、民革中央宣传部部长等职务。1952年8月至9月，许宝驹调研了民革中南区的党务工作，视察民革武汉市分部筹委会、民革湖北省分部筹委会等7个地方组织。回到北京后，他提交了一份调研报告。1953年3月31日，民革中央第88次常委会召开，决定设立中央理论政策研究委员会，邵力子为主任委员，许宝驹为副主任委员，负责研究社会主义建设的基本理论、国家的本质、宪法及民主选举等问题。1956年，为纪念孙中山诞辰90周年，许宝驹撰写了《孙中山传略》。
许宝驹历任民革第二、三、四届中央常委；民革中央宣传部部长、学习委员会副主任委员、理论政策研究委员会副主任委员等职务。
1958年春，许宝驹患重病。大跃进期间，许宝驹赋诗一首，歌颂大跃进“欢乐乐无穷”，并且歌颂中国共产党称“每饭不忘党之恩意隆”，希望“跃进、跃进学工农”。
1959年西藏骚乱发生，许宝驹创作了昆剧《文成公主》。该剧本表现了许宝驹拥护平定骚乱，希望西藏和平的愿望。该剧本后来多次上演。
1960年1月10日，许宝驹在北京病逝，享年61岁。骨灰安放在八宝山革命公墓。

## 家庭
许家共有兄弟姐妹7人。
- 祖父：许祐身，清朝苏州府知府[1]
- 父：许引之，清朝两浙盐运使[1]
- 母：程时嘉，江西新建县人[1]
- 姐：许宝驯。丈夫为俞平伯[1]
- 弟：许宝骙[1]
- 弟：许宝騄，在兄弟姐妹7人中最年幼[1][2]